# Ancema capusa
Ancema capusa är en fjärilsart som beskrevs av Hans Fruhstorfer 1906. Ancema capusa ingår i släktet Ancema och familjen juvelvingar. Inga underarter finns listade i Catalogue of Life.